# Gerontología ambiental
La gerontología ambiental es un área de conocimiento de la gerontología que tiene por objetivo conocer, analizar, modificar y optimizar la relación entre la persona que envejece y su entorno físico-social, desde perspectivas y enfoques interdisciplinarios, que abarcan diferentes disciplinas como la psicogerontología, geografía del envejecimiento, urbanismo, arquitectura y diseño accesible, gerontodiseño, política social, trabajo social, sociología y otras ciencias a fines.
En la década de 1930 en (Estados Unidos, Canadá, Reino Unido y Alemania), comienzan a surgir los primeros estudios sobre Gerontología Social y del Comportamiento, y asociados a explicaciones deterministas de la relación entre el envejecimiento y su entorno a partir de parámetros genéticos y biológicos.
En la década de 1970 y 1980, las teorías de diferentes investigadores, como Kurt Lewin (modelo de espacio de vida como función de la persona y su entorno), y, principalmente, M. Powell Lawton (1923-2001) (modelo de adaptación ecológica), basado en la influencia de las interacciones entre la persona mayor y su entorno (adaptación-presión ambiental), confirman la importancia del entorno físico-social (objetivo y subjetivo) en la comprensión del envejecimiento de la población y en la posibilidad de mejorar la calidad de vida en la vejez.
La gerontología ambiental se esfuerza por comprender las implicaciones socioespaciales del envejecimiento y su relación compleja con el entorno, desde análisis a diferentes escalas: escalas micro (vivienda y familia) y escalas macro (barrio, ciudad, región), para posibilitar políticas sociales y ambientales que posibiliten un envejecimiento exitoso. Entre las principales aportaciones de la disciplina se encuentran las contribuciones al envejecimiento en el hogar (Aging in place), ya que, las personas mayores prefieren envejecer en su entorno próximo (la vivienda), donde aspectos como la experiencia espacial y el apego al lugar son importantes para comprender dicho proceso.

## Investigadores
Entre los ejemplos de la Gerontología Ambiental, como disciplina interdisciplinar, destacan importantes investigadores, como el psicólogo y gerontólogo M. Powell Lawton (1923-2001) y el arquitecto y gerontólogo Paul Gordon Windley PhD. (1941-2007). Este último fue uno de los pioneros de este campo, que demostró que un buen diseño arquitectónico puede fomentar la independencia y la competencia de las personas mayores con su entorno. El Dr. Windley se interesó por conocer las implicaciones del entorno construido sobre el envejecimiento, destacando la importancia de favorecer un diseño construido integrador. Entre finales de 1970 y 1980 PG. Windley lideró un equipo interdisciplinario de arquitectos y psicólogos para examinar cómo las características físicas y sociales de los pequeños pueblos rurales de Kansas afectaban la calidad de vida de las personas mayores. También, en el ámbito de la arquitectura destacan expertos, como Leon A. Pastalan y Benyamin Schwarz, en el estudio del diseño de entornos residenciales y espacios públicos para favorecer el envejecimiento en el lugar.
También, es reseñable la contribución de Graham D. Rowles, PhD. (1946- ), uno de los geógrafos sociales más reconocidos a nivel mundial, por sus contribuciones a la geografía del envejecimiento y la gerontología ambiental. El Dr. Graham D. Rowles se ha interesado por la relación cambiante entre los ancianos y su entorno, primero en zonas rurales (Región de los Apalaches) y, posteriormente en áreas urbanas, con especial atención a la variedad de entornos residenciales e institucionales. En la misma línea, la socióloga norteamericana Eva Kahana se ha centrado en la conceptualización y operacionalización de las transacciones entre el ambiente y la persona mayor que determinan la calidad de vida durante el envejecimiento. Kahana ha desarrollado el modelo de congruencia persona-ambiente que reconoce tanto las diferencias individuales como los aspectos de medio ambiente físico y social que determinan el bienestar en la vejez. Asimismo, el psicólogo alemán Hans-Werner Wahl (1954- ) destaca por sus investigaciones en la comprensión de los entornos físico-tecnológicos para envejecer bien, así como los procesos adaptativos en el contexto de pérdida funcional crónica relacionada con la edad. También, el arquitecto Habib Chaudhury ha destacado en el campo de la gerontología ambiental por sus aportaciones en el diseño del medio físico para las personas con demencia, así como la planificación urbana amigable con el envejecimiento activo.
En América Latina y España, diferentes investigadores, como Diego Sánchez-González, han arrojado luz sobre la profundización en temáticas como el medio ambiente construido y la calidad de vida de los ancianos, las estrategias residenciales para el mantenimiento de las personas mayores en las comunidades, el clima y la vulnerabilidad ambiental que las personas mayores pueden estar expuestos, así como en el apego al lugar, la exclusión social, el ocio, el turismo y la planificación geriátrica. Asimismo, Sánchez-González indica que el indicador de longevidad se encuentra estrechamente relacionado con el ambiente físico en el que se desarrollan las personas. La edad y el código postal de residencia pueden ser más significativos que el código genético en relación con el riesgo de sufrir y morir por los efectos de las crisis climáticas y de salud
Se prevé que en los próximos años el envejecimiento de la población a nivel mundial incrementará el interés por los estudios de la gerontología ambiental, debido a los procesos sociales, económicos, culturales y ambientales asociados a dicho fenómeno en las ciudades, principalmente, en países en desarrollo.